# Мибу (княжество)
Княжество Мибу (яп. 壬生藩 Мибу-хан) — феодальное княжество (хан) в Японии периода Эдо (1601—1871). Мибу-хан располагался в провинции Симоцукэ (современная префектура Тотиги) на острове Хонсю.

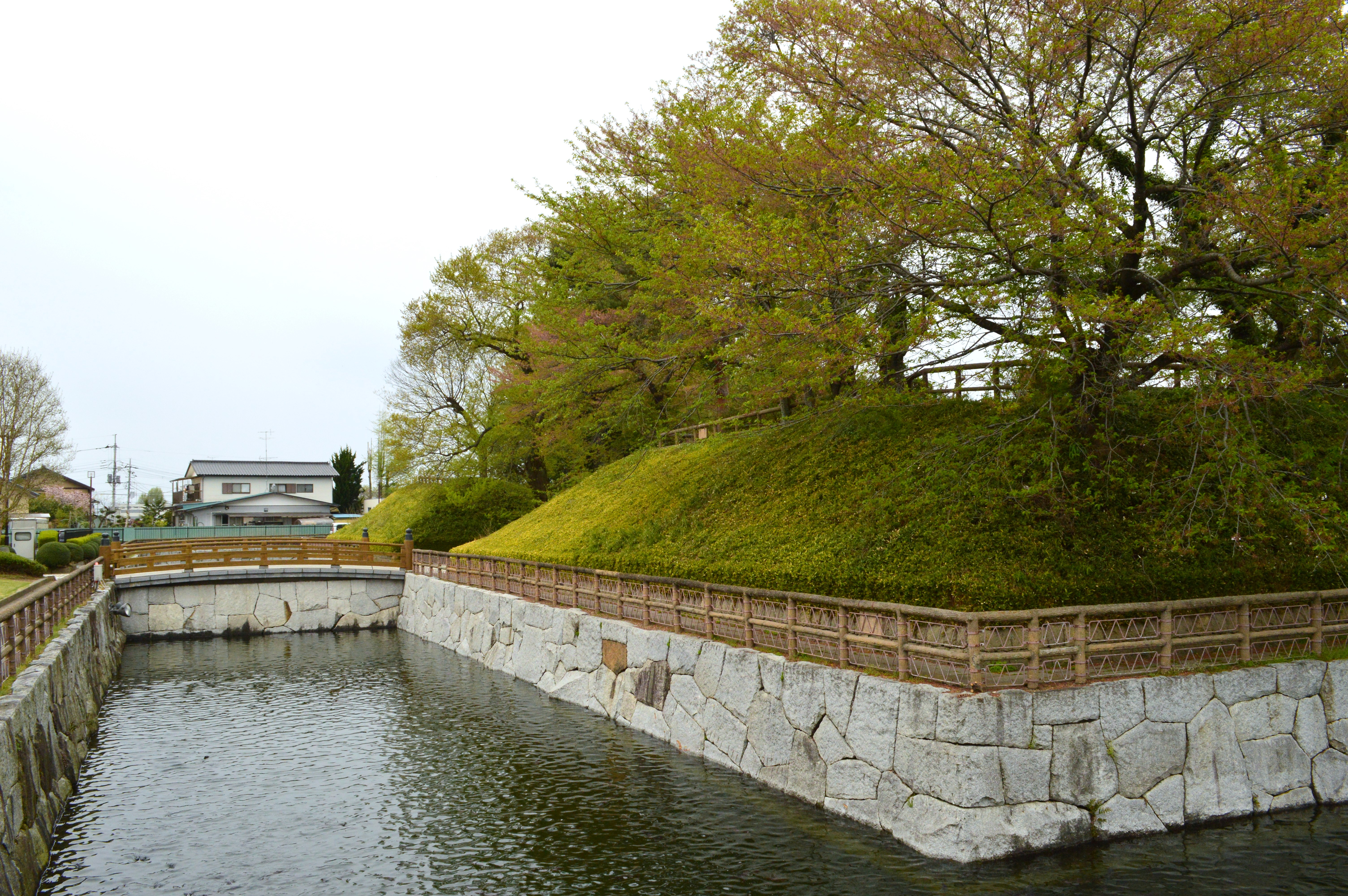
Местоположение замка Мибу

Административный центр хана: Замок Мибу в провинции Симоцукэ (современный город Мибу в префектуре Тотиги). На протяжении большей части истории княжеством управлял самурайский род Тории.

## История
Род Мибу, управлявший этой областью в период Муромати, был уничтожен в битве при Одавара в 1590 году, а их земли перешли во владение рода Юки. После битвы при Сэкигахаре Токугава Иэясу назначил в 1602 году правителем Мибу-хана (19 000 коку) Хинэно Ёсиаки (1587—1656), который ранее сидел в Такасима-хане в провинции Синано. Хинэно сыграл важную роль в строительство комплекса Никко Тосё-гу и в награду в 1634 году был переведен в Фунай-хан в провинции Бунго (20 000 коку).
Новым правителем Мибу-хана в 1634 году был назначен Абэ Тадааки (1602—1675), который служил в качестве родзю при сёгуне Токугава Иэмицу с доходом, поднятым до 25 000 коку риса. В 1639 году его перевели в Оси-хан в провинции Мусаси.
В 1639 году в Мибу-хан был назначен Миура Масацугу (1599—1641), ранее правивший в Яхаги-хане в провинции Симоса. Ему наследовал его старший сын, Миура Ясуцугу (1633—1682), его сменил его старший сын, вакадосиёри Миура Акихиро (1658—1725), который в 1692 году был переведен в Нобэока-хан в провинции Хюга.
В 1692 году сёгун Токугава Цунаёси назначил новым даймё Мибу-хана Мацудайру Тэрусаду (1665—1747), увеличив его доход до 32 000 коку, а затем до 42 000 коку. В 1695 году он был переведен в Такасаки-хан в провинции Кодзукэ.
В 1695 году в Мибу-хан был назначен бывший вакадосиёри Като Акихидэ (1652—1712), ранее правивший в Минакути-хане в провинции Оми (1684—1695). Его доход был оценен в 25 000 коку, он сделал много попыток реформировать финансы и администрировать княжество. Ему наследовал его внук, Като Ёсинори (1693—1724). В том же 1712 году он был переведен в Минакути-хан.
В 1712 году Мибу-хан был передан Тории Тадатеру (1665—1716), который ранее правил в Минакути-хане (1695—1712). Его потомки владели доменом вплоть до Реставрации Мэйдзи.
Тории Тадатоми, 7-й даймё Мибу-хана (1857—1870), воевал на стороне Союза Саттё во время Войны Босин и участвовал в битве при Айдзу, несмотря на значительную оппозицию в рядах его самураев. Тории Тадафуми (1847—1914), последний даймё Мибу-хана (1870—1871), позднее был возведен в ранг виконта (сисяку) в новой японской аристократической системе кадзоку и служил в качестве консула Японии в Королевстве Гавайи.
В июле 1871 года после административно-политической реформы Мибу-хан был ликвидирован и позднее стал частью современной префектуры Тотиги.
Согласно переписи 1870 года, в княжестве было 1693 человека в 427 домохозяйствах.

## Списокдаймё
| #                               | Имя и годы жизни                              | Годы правления | Титул                             | Ранг                         | Кокудара              |
| ------------------------------- | --------------------------------------------- | -------------- | --------------------------------- | ---------------------------- | --------------------- |
| Род Хинэно (тодзама) 1601—1634  |                                               |                |                                   |                              |                       |
| 1                               | Хинэно Ёсиакира (1587-1656) (яп. 日根野吉明)  | 1601-1634      | Oribe-no-sho (織部正)             | Пятый нижний (従五位下)      | 19,000 коку           |
| Род Абэ (фудай) 1634—1639       |                                               |                |                                   |                              |                       |
| 1                               | Абэ Тадааки (1602-1675) (яп. 阿部忠秋)        | 1634-1639      | Бунго-но-ками (豊後守)            | Пятый нижний (従五位下)      | 25,000 коку           |
| Род Миура (фудай) 1639—1681     |                                               |                |                                   |                              |                       |
| 1                               | Миура Масацугу (1599-1641) (яп. 三浦正次)     | 1639-1641      | Сима-но-ками (志摩守)             | Пятый нижний (従五位下)      | 25,000 коку           |
| 2                               | Миура Ясуцугу (1633-1682) (яп. 三浦安次)      | 1641-1682      | Сима-но-ками(志摩守)              | Пятый нижний (従五 位下)     | 25,000 коку           |
| 3                               | Миура Акихиро (1658-1725) (яп. 三浦明敬)      | 1682-1692      | Ики-но-ками(壱岐守)               | Пятый нижний (従五 位下)     | 25,000 коку           |
| Род Мацудайра (фудай) 1692—1695 |                                               |                |                                   |                              |                       |
| 1                               | Мацудайра Тэрусада (1665-1747) (яп. 松平輝貞) | 1692-1695      | Sakyo-no-taifu (右京大夫)         | Четвертый нижний (従四 位下) | 32,000 -> 42,000 коку |
| Род Като (фудай) 1695—1712      |                                               |                |                                   |                              |                       |
| 1                               | Като Акихидэ (1652-1712) (яп. 加藤明英)       | 1695-1712      | Эттю-но-ками (伊予守)             | Пятый нижний (従五 位下)     | 25,000 коку           |
| 2                               | Като Ёсинори (1693-1724) (яп. 加藤嘉矩)       | 1712-1712      | Идзуми-но-ками (和泉守)           | Пятый нижний (従五 位下)     | 25,000 коку           |
| Род Тории (фудай) 1712—1871     |                                               |                |                                   |                              |                       |
| 1                               | Тории Тадатэру (1665-1716) (яп. 鳥居忠英)     | 1712-1716      | Ига-но-ками (伊賀守)              | Пятый нижний (従五 位下)     | 30,000 коку           |
| 2                               | Тории Тадаакира (1681-1735) (яп. 鳥居忠瞭)    | 1716-1735      | Тамба-но-ками (丹波守)            | Пятый нижний (従五 位下)     | 30,000 коку           |
| 3                               | Тории Тадаоки (1717-1794) (яп. 居忠意)        | 1735-1794      | Ига-но-ками (伊賀守); Jiju (侍従) | Четвертый нижний (従四位下)  | 30,000 koku           |
| 4                               | Тории Тадатэру (1776-1821) (яп. 鳥居忠熹)     | 1794-1821      | Тамба-но-ками (丹波守)            | Пятый нижний (従五 位下)     | 30,000 коку           |
| 5                               | Тории Тадаакира (1809-1826) (яп. 鳥居忠威)    | 1821-1826      | Тамба-но-ками (丹波守)            | Пятый нижний (従五 位下)     | 30,000 коку           |
| 6                               | Тории Тадахиро (1815-1857) (яп. 鳥居忠挙)     | 1826-1857      | Тамба-но-ками (丹波守)            | Пятый нижний (従五 位下)     | 30,000 коку           |
| 7                               | Тории Тадатоми (1845-1885) (яп. 鳥居忠宝)     | 1857-1870      | Тамба-но-ками (丹波守)            | Пятый нижний (従五 位下)     | 30,000 коку           |
| 8                               | Тории Тадафуми (1847-1914) (яп. 鳥居忠文)     | 1870-1871      | нет                               | Пятый нижний (従五 位下)     | 30,000 коку           |

## Галерея

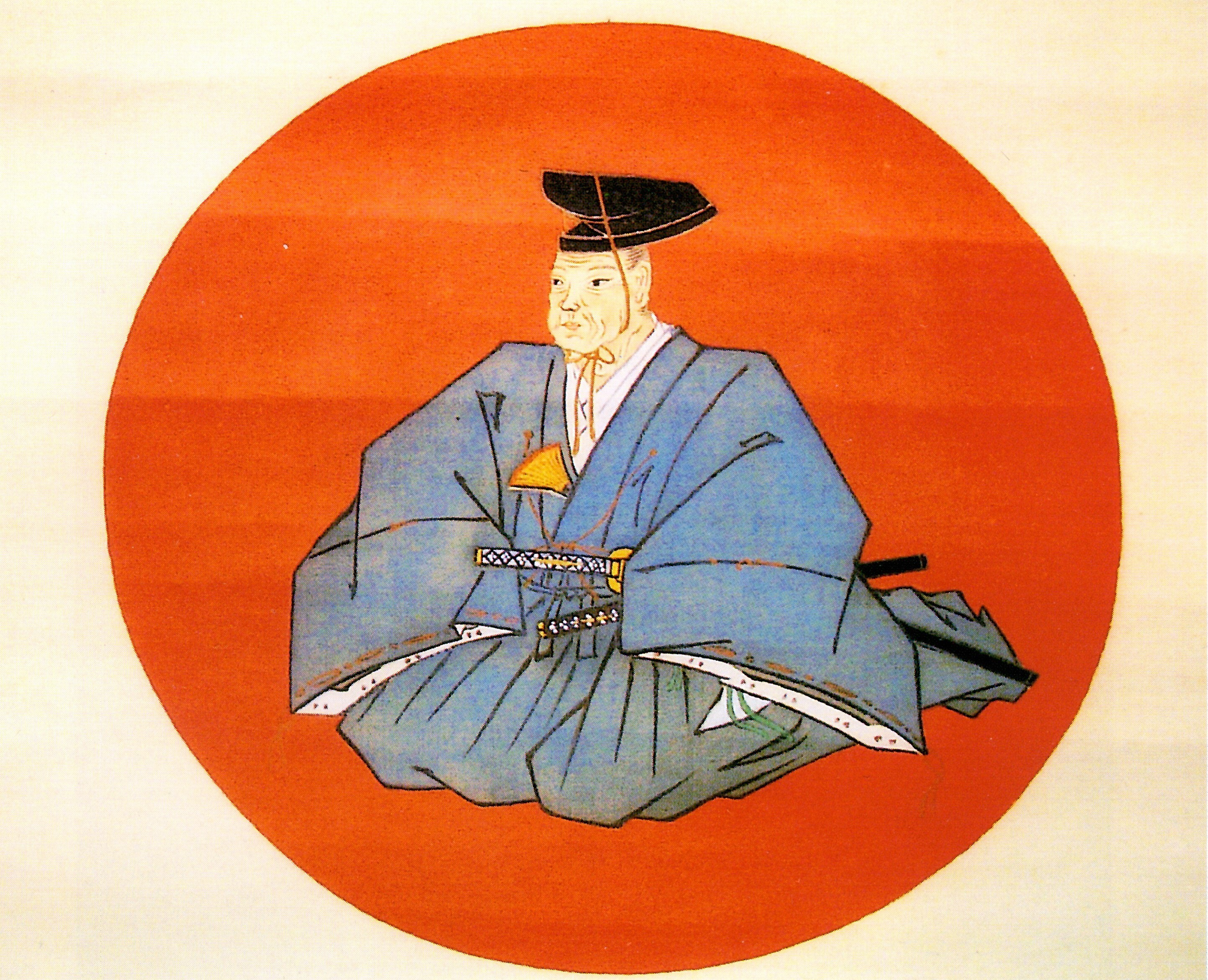
Мацудайра Тэрусада (1665-1747)
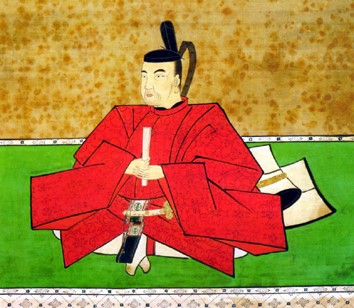
Тории Тадатэру (1665-1716), 1-й даймё Мибу-хана (1712-1716)
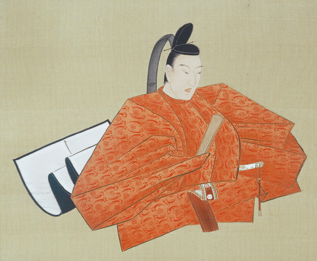
Тории Тадахиро (1815-1857), 6-й даймё Мибу-хана (1826-1857)
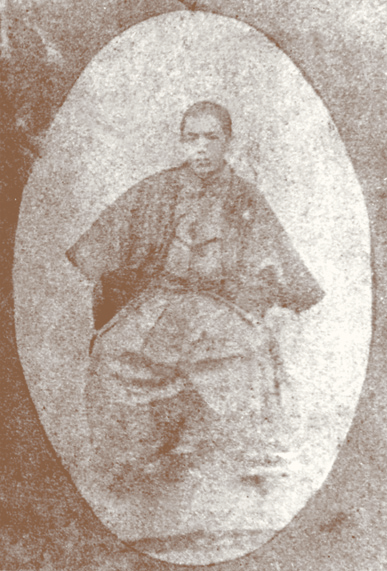
Тории Тадатоми, 7-й даймё Мибу-хана (1857-1870)
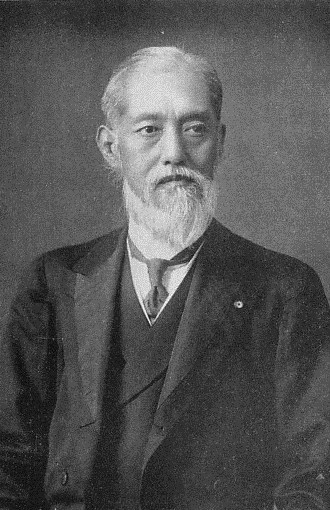
Тории Тадафуми, последний (8-й) даймё Мибу-хана (1870-1871)